# Chrysí
Chrysí (grec moderne : Χρυσή, « Dorée ») est une île inhabitée grecque située au sud de la Crète.